# Canícuaro
Canícuaro är en ort i Mexiko.   Den ligger i kommunen Tacámbaro och delstaten Michoacán de Ocampo, i den södra delen av landet, 240 km väster om huvudstaden Mexico City. Canícuaro ligger 1 526 meter över havet och antalet invånare är 641.
Terrängen runt Canícuaro är lite bergig, och sluttar söderut. Runt Canícuaro är det ganska tätbefolkat, med 80 invånare per kvadratkilometer. Närmaste större samhälle är Tacámbaro de Codallos, 2,4 km väster om Canícuaro. I omgivningarna runt Canícuaro växer huvudsakligen savannskog.